# Jinmeiyōkanji
Jinmeiyōkanji (Japans: 人名用漢字; [ dʑimmeːjoːkaꜜɲdʑi]), letterlijk: Chinese Han-karakters voor persoonsnamen, in het Nederlands ook bekend als naamkanji, zijn aanvullende kanji op de jōyōkanji die in Japan kunnen worden gebruikt voor persoonsnamen. Op 25 mei 1951 werd de eerste jinmeiyōkanjilijst samengesteld met een totaal van 92 kanji. Het Japanse Ministerie van Justitie heeft gedurende de daarop volgende decennia de lijst telkens uitgebreid, mede op verzoek van ouders die over meer kanji wilden beschikken om te gebruiken voor de namen van hun kinderen. Inmiddels bevat de lijst een totaal van 863 kanji. 212 kanji komen in hun traditionele vorm voor op de jinmeiyōkanjilijst, terwijl hun vereenvoudigde variant op de jōyōkanjilijst staat. Naamkanji worden in Japan onderwezen in de brugklas van het voortgezet onderwijs.

## Geschiedenis
Hieronder is een overzicht met daarop de wijzigingen die hebben plaatsgevonden op de jinmeiyōkanjilijst sinds het opstellen van de lijst op 25 mei 1951.

### 25 mei 1951
De eerste 92 jinmeiyōkanji zijn op de lijst gezet.
丑⁠　丞⁠　乃⁠　之⁠　也⁠　亘⁠　亥⁠　亦⁠　亨⁠　亮⁠　伊⁠　匡⁠　卯⁠　只⁠　吾⁠　呂⁠　哉⁠　嘉⁠　圭⁠　奈⁠　宏⁠　寅⁠　巌⁠　巳⁠　庄⁠　弘⁠　弥⁠　彦⁠　悌⁠　敦⁠　昌⁠　晃⁠　晋⁠　智⁠　暢⁠　朋⁠　桂⁠　桐⁠　楠⁠　橘⁠　欣⁠　欽⁠　毅⁠　浩⁠　淳⁠　熊⁠　爾⁠　猪⁠　玲⁠　琢⁠　瑞⁠　睦⁠　磯⁠　祐⁠　禄⁠　禎⁠　稔⁠　穣⁠　綾⁠　惣⁠　聡⁠　肇⁠　胤⁠　艶⁠　蔦⁠　藤⁠　蘭⁠　虎⁠　蝶⁠　輔⁠　辰⁠　郁⁠　酉⁠　錦⁠　鎌⁠　靖⁠　須⁠　馨⁠　駒⁠　鯉⁠　鯛⁠　鶴⁠　鹿⁠　麿⁠　亀

#### Overgeplaatst naar de jōyōkanjilijst
Vijftien van deze karakters zijn later overgeplaatst naar de jōyōkanjilijst. Totaal aantal kanji op de lijst: 861
仙⁠　尚⁠　杉⁠　甚⁠　磨⁠　斉⁠　龍⁠　亀⁠　熊⁠　弥⁠　艶⁠　鹿⁠　鎌⁠　駒⁠　虎⁠悠⁠

##### Vereenvoudiging
De kanji 龍 (draak) is vereenvoudigd naar 竜.

### 30 juli 1976
28 kanji zijn toegevoegd aan de lijst. Totaal aantal kanji op de lijst: 120
佑⁠　允⁠　冴⁠　喬⁠　怜⁠　旭⁠　杏⁠　梓⁠　梢⁠　梨⁠　沙⁠　渚⁠　瑠⁠　瞳⁠　紗⁠　紘⁠　絢⁠　翠⁠　耶⁠　芙⁠　茜⁠　藍⁠　那⁠　阿⁠　隼⁠　鮎⁠　葵

### 1 oktober 1981
54 kanji zijn toegevoegd aan de lijst. 15 kanji zijn overgezet naar de nieuwe jōyōkanjilijst. Totaal aantal kanji op de lijst: 166
伍⁠　伶⁠　侑⁠　尭⁠　孟⁠　峻⁠　嵩⁠　嶺⁠　巴⁠　彬⁠　惇⁠　惟⁠　慧⁠　斐⁠　旦⁠　昂⁠　李⁠　栗⁠　楓⁠　槙⁠　汐⁠　洵⁠　洸⁠　渥⁠　瑛⁠　瑶⁠　璃⁠　甫⁠　皓⁠　眸⁠　矩⁠　碧⁠　笹⁠　緋⁠　翔⁠　脩⁠　苑⁠　茉⁠　莉⁠　萌⁠　萩⁠　蓉⁠　蕗⁠　虹⁠　諒⁠　赳⁠　迪⁠　遥⁠　遼⁠　霞⁠　頌⁠　駿⁠　鳩⁠　鷹

### 1 maart 1990
118 kanji zijn toegevoegd aan de lijst. Totaal aantal kanji op de lijst: 284
伎⁠　伽⁠　侃⁠　倖⁠　倭⁠　偲⁠　冶⁠　凌⁠　凜⁠　凪⁠　捺⁠　於⁠　旺⁠　昴⁠　晏⁠　晟⁠　晨⁠　暉⁠　曙⁠　朔⁠　凱⁠　勁⁠　叡⁠　叶⁠　唄⁠　啄⁠　奎⁠　媛⁠　嬉⁠　宥⁠　崚⁠　嵐⁠　嵯⁠　巽⁠　彗⁠　彪⁠　恕⁠　憧⁠　拳⁠　捷⁠　杜⁠　柊⁠　柚⁠　柾⁠　栞⁠　梧⁠　椋⁠　椎⁠　椰⁠　椿⁠　楊⁠　榛⁠　槻⁠　樺⁠　檀⁠　毬⁠　汀⁠　汰⁠　洲⁠　湧⁠　滉⁠　漱⁠　澪⁠　熙⁠　燎⁠　燦⁠　燿⁠　爽⁠　玖⁠　琳⁠　瑚⁠　瑳⁠　皐⁠　眉⁠　瞭⁠　碩⁠　秦⁠　稀⁠　稜⁠　竣⁠　笙⁠　紬⁠　絃⁠　綜⁠　綸⁠　綺⁠　耀⁠　胡⁠　舜⁠　芹⁠　茄⁠　茅⁠　莞⁠　菖⁠　菫⁠　蒔⁠　蒼⁠　蓮⁠　蕉⁠　衿⁠　袈⁠　裟⁠　詢⁠　誼⁠　諄⁠　邑⁠　醇⁠　采⁠　雛⁠　鞠⁠　颯⁠　魁⁠　鳳⁠　鴻⁠　鵬⁠　麟⁠　黎⁠　黛

### 3 december 1997
1 kanji is toegevoegd aan de lijst. Totaal aantal kanji op de lijst: 285
琉⁠　

### 23 februari 2004
1 kanji is toegevoegd aan de lijst. Totaal aantal kanji op de lijst: 286
曽⁠

### 7 juni 2004
1 kanji is toegevoegd aan de lijst. Totaal aantal kanji op de lijst: 287
獅⁠　

### 11 juni 2004
Geen toevoegingen op deze datum. Een voorstel tot het toevoegen van totaal 578 kanji aan de lijst is ingediend bij de Raad van de jinmeiyōkanji; deze raad valt onder het Japanse Ministerie van Justitie. De lijst van de nieuw toe te voegen kanji bevatte veel kanji op verzoek van ouders die deze kanji willen gebruiken in de namen van hun kinderen. Kanji met betekenissen zoals: 'aardbei', 'schitterend' en 'slagtand'.

### 12 juli 2004
3 kanji zijn toegevoegd aan de lijst. Totaal aantal kanji op de lijst: 290
毘⁠　瀧⁠　駕

### 23 juli 2004
Geen toevoegingen op deze datum. Na protesten heeft de Raad van de jinmeiyōkanjilijst besloten om 9 kanji weg te strepen van de 489 kanji, van de oorspronkelijk 578 kanji, waarvan men nog overwoog om deze toe te voegen aan de jinmeiyōkanjilijst.
- 糞 (kuso, "ontlasting")
- 呪 (noroi, "vloek")
- 屍 (shikabane, "lijk")
- 癌 (gan, "kanker")
- 姦 (kan, "verkrachting, verleiding")
- 淫 (midara, "obsceen")
- 怨 (urami, "rancune")
- 痔 (ji, "aambeien")
- 妾 (mekake, "concubine")

### 27 september 2004
484 kanji, waarvan 209 jōyōkanji-varianten, zijn toegevoegd. Totaal aantal kanji op de lijst: 983
亜 唖 娃 阿 斡 按 俺 韻 宇 疫 鬱 畝 厩 云 餌 叡 咽 茨 咬 嬰 厭 宛 鬻 燕 怨 艶 謁 罨 鶯 凹 旺 岡 凰 凰 隠 惚 恰 柿 喬 銃 巾 錦 鵬 勺 叙 壌 鍾 頌 蕊 鱒 昴 斥 束 柄 烱 脊 禅 栓 巽 惺 揉 頚 匕 茶 癌 鹿 燦 爪 爽 稽 瓜 逢 椿 雲 吐 尻 環 嵯 翁 嵌 呪 蝉 梗 封 兆 叔 堰 狩 岐 舶 罵 蒼 翠 潮 陛 溺 竜 岨 陥 哲 妙 盲 暢 峠 腸 渚 裴 匁 燭 臭 岩 冨 稲 烏 辻 塀 哲 藩 碧 漠 鮎 荷 鋭 凪 乃 這 於 渉 梧 遨 妲 飴 妍 杏 吟 菊 記 佳 夢 嵐 蓋 銀 壮 羅 篝 儺 某 粕 梨 呆 捧 脩 拿 穂 麿 宥 滸 漸 幌 毅 鉛 懲 僧 崖 其 塙 芋 洞 霧 狛 桑 芳 息 恕 垂 屍 艶 焼 凱 郭 艾 巷 渾 毅 粋 卿 嬉 冴 畑 渾 漁 擢 葦 梧 垂 采 梢 唾 蕗 算 霞 楷 曙 韻 孜 葦 柱 敵 壽 紘 涼 宋 宵 紬 倣 縞 彪 畠 鶴 喬 茜 鷹 霞 嚇 儂 龍 穂 繊 戚 苗 甫 舜 伽 繍 甕 烹 嚆 湛 彬 菱 嵐 漉 塙 岱 輔 粉 鴎 峯 滉 尼 瀧 飢 堯 洒 薯 摂 寛 栓 峯 騨 寿 樽 堀 脹 龍 鯨 楡 峻 璧 寧 繭 葛 寧 蜜 垢 稿 垢 謳 顧 聰 燕 虹 頒 揃 箇 慶 繕 漏 黛 匡 翠 寥 鳳 煩 薯 鶯 漕 飄 瀧 朧 恢 鵬 詠 飛 幣 芙 匡 啓 掌 萌 滔 瀬 涯 箒 賀 喝 卦 炯 咬 瀝 丙 眞 蜜 瀝 嶺 喧 吠 紗 棚 嚆 澹 楓 芹 輿 牝 曙 殊 撚 馴 狒 稟 翡 穣 柘 蔀 澹 頴 滸 滉 稗 焼 菩 呻 瑶 鬱 嘱 癇 睾 垣 遼 旦 樹 謄 駕 翔 彪 馨 鵺 焔 憧 蚕 狩 悌 甕 鶴 璧 惇 吽 棧 叡 蘇 賤 酬 稿 觴 惟 蓑 嘯 鶴 鰯 櫓 桐 櫂 惰 鵙 嬰 魏 滬 渉 窃 厠 菖 頚 嫉 楯 喀 梗 擬 遁 稚 棠 訾 澗 塵 烱 渠 堰 勃 堯 恕 菖 垢 苒 彗 嵬 瓢 脹 鋳 蜃 葩 奎 貊 酬 鉦 咎 麺 擢 焼 舷 蜥 漏 鶫 派 瞥 箕 妲 峯 瓦 塔 翡 摘 籐 宥 漉 隧 匂 唾 診 嵌 飄 鞘 嬉 漣 樺 菖 薇 幌 嬢 萠 笊 隴 稠 醂 吏 哨 遁 喰 竪 幤 妲 睾 渝 漆 釘 橇 縊 梧 嘱 蟾 酎 哩 鬨 羅 舜 紘 鷗 遼 恰 舫 笙 釧 璧 篤 吻 囂 寓 桐 鰯 猿 稗 渟 儺 恚 漑 宵 呂 頴 拳 径 錮 魃 遁 貊 穆 鴎 楔 嶬 冴 恬 鵬 鵯 蘆 鉦 頌 咽 燮 恂 粕 暢 萃 鱈 賤 匁 蘆 嶷 銃 恚 甫 餌 陟 塙 岬 芋 厩 吾 庠 巫 鵙 繙 壇 瓢 酬 擽 剪 耀 錚 恰 喫 恬 梧 擇 哨 巾 妃 悌 謳 蟲 噫 鳳 咎 嵬 甍 瞥 嘱 俵 烙 睾 磴 峨 禊 彗 禍
De 209 toegevoegde jōyōkanji-varianten zijn:
亜 唖 娃 阿 斡 按 俺 韻 宇 疫 鬱 畝 厩 云 餌 叡 咽 茨 咬 嬰 厭 宛 鬻 燕 怨 艶 謁 罨 鶯 凹 旺 岡 凰 凰 隠 惚 恰 柿 喬 銃 巾 錦 鵬 勺 叙 壌 鍾 頌 蕊 鱒 昴 斥 束 柄 烱 脊 禅 栓 巽 惺 揉 頚 匕 茶 癌 鹿 燦 爪 爽 稽 瓜 逢 椿 雲 吐 尻 環 嵯 翁 嵌 呪 蝉 梗 封 兆 叔 堰 狩 岐 舶 罵 蒼 翠 潮 陛 溺 竜 岨 陥 哲 妙 盲 暢 峠 腸 渚 裴 匁 燭 臭 岩 冨 稲 烏 辻 塀 哲 藩 碧 漠 鮎 荷 鋭 凪 乃 這 於 渉 梧 遨 妲 飴 妍 杏 吟 菊 記 佳 夢 嵐 蓋 銀 壮 羅 篝 儺 某 粕 梨 呆 捧 脩 拿 穂 麿 宥 滸 漸 幌 毅 鉛 懲 僧 崖 其 塙 芋 洞 霧 狛 桑 芳 息 恕 垂 屍 艶 焼 凱 郭 艾 巷 渾 毅 粋 卿 嬉 冴 畑 渾 漁 擢 葦 梧 垂 采 梢 唾 蕗 算 霞 楷 曙 韻 孜 葦 柱 敵 壽 紘 涼 宋 宵 紬 倣 縞 彪 畠 鶴 喬 茜 鷹 霞 嚇 儂 龍 穂 繊 戚 苗 甫 舜 伽 繍 甕 烹 嚆 湛 彬 菱 嵐 漉 塙 岱 輔 粉 鴎 峯 滉 尼 瀧 飢 堯 洒 薯 摂 寛 栓 峯 騨 寿 樽 堀 脹 龍 鯨 楡 峻 璧 寧 繭 葛 寧 蜜 垢 稿

### 30 april 2009
2 kanji zijn toegevoegd aan de lijst. Totaal aantal kanji op de lijst: 985
祷⁠　穹

### 30 november 2010
196 kanji worden overgeplaatst naar de jōyōkanjilijst. Daarentegen worden 5 kanji van de jōyōkanjilijst overgezet naar de jinmeiyōkanjilijst.
De vijf toegevoegde kanji zijn:
- 勺 (shaku (しゃく), een oude meeteenheid, ongeveer 18 ml in volume, of 0,033 m² in oppervlakte)
- 錘 (sui of tsumu (すい/つむ), een spindel of gewicht)
- 銑 (sen (せん), ruwijzer)
- 脹 (chō of fuku[reru] (ちょう/ふく[れる]), opzwellen; doorgaans gebruikt in de samenstelling 膨脹, gewoonlijk herschreven met 張 ervoor in de plaats)
- 匁 (monme (もんめ), een eenheid van gewicht, ongeveer 3,75 gram)

### 7 januari 2015
1 kanji is toegevoegd aan de lijst. Totaal aantal kanji op de lijst: 862
巫

### 25 september 2017
1 kanji is toegevoegd aan de lijst. Totaal aantal kanji op de lijst: 863
渾

## Jinmeiyōkanjilijst
Deze lijst is verdeeld in twee delen.
- 651 kanji die niet voorkomen op de jōyōkanjilijst. Dit zijn 633 kanji met 18 daarvan die tevens een variant hebben in de lijst.
- 212 kanji in hun traditionele vorm, bekend als kyūjitai, de vereenvoudige vorm zijn opgenomen in de jōyōkanjilijst.

### 651 Jinmeiyōkanji die geen deel uitmaken van de jōyōkanjilijst
651 jinmmeiyōkanji die in het geheel geen deel uitmaken van de jōyōkanjilijst. Varianten van in totaal 18 kanji worden weergegeven tussen haakjes.
丑⁠　丞⁠　乃⁠　之⁠　乎⁠　也⁠　云⁠　亘（亙）些⁠　亦⁠　亥⁠　亨⁠　亮⁠　仔⁠　伊⁠　伍⁠　伽⁠　佃⁠　佑⁠　伶⁠　侃⁠　侑⁠　俄⁠　俠⁠　俣⁠　俐⁠　倭⁠　俱⁠　倦⁠　倖⁠　偲⁠　傭⁠　儲⁠　允⁠　兎⁠　兜⁠　其⁠　冴⁠　凌⁠　凜（凛）凧⁠　凪⁠　凰⁠　凱⁠　函⁠　劉⁠　劫⁠　勁⁠　勺⁠　勿⁠　匁⁠　匡⁠　廿⁠　卜⁠　卯⁠　卿⁠　厨⁠　厩⁠　叉⁠　叡⁠　叢⁠　叶⁠　只⁠　吾⁠　吞⁠　吻⁠　哉⁠　哨⁠　啄⁠　哩⁠　喬⁠　喧⁠　喰⁠　喋⁠　嘩⁠　嘉⁠　嘗⁠　噌⁠　噂⁠　圃⁠　圭⁠　坐⁠　尭（堯）坦⁠　埴⁠　堰⁠　堺⁠　堵⁠　塙⁠　壕⁠　壬⁠　夷⁠　奄⁠　奎⁠　套⁠　娃⁠　姪⁠　姥⁠　娩⁠　嬉⁠　孟⁠　宏⁠　宋⁠　宕⁠　宥⁠　寅⁠　寓⁠　寵⁠　尖⁠　尤⁠　屑⁠　峨⁠　峻⁠　崚⁠　嵯⁠　嵩⁠　嶺⁠　巌（巖）巫⁠　已⁠　巳⁠　巴⁠　巷⁠　巽⁠　帖⁠　幌⁠　幡⁠　庄⁠　庇⁠　庚⁠　庵⁠　廟⁠　廻⁠　弘⁠　弛⁠　彗⁠　彦⁠　彪⁠　彬⁠　徠⁠　忽⁠　怜⁠　恢⁠　恰⁠　恕⁠　悌⁠　惟⁠　惚⁠　悉⁠　惇⁠　惹⁠　惺⁠　惣⁠　慧⁠　憐⁠　戊⁠　或⁠　戟⁠　托⁠　按⁠　挺⁠　挽⁠　掬⁠　捲⁠　捷⁠　捺⁠　捧⁠　掠⁠　揃⁠　摑⁠　摺⁠　撒⁠　撰⁠　撞⁠　播⁠　撫⁠　擢⁠　孜⁠　敦⁠　斐⁠　斡⁠　斧⁠　斯⁠　於⁠　旭⁠　昂⁠　昊⁠　昏⁠　昌⁠　昴⁠　晏⁠　晃（晄）晒⁠　晋⁠　晟⁠　晦⁠　晨⁠　智⁠　暉⁠　暢⁠　曙⁠　曝⁠　曳⁠　朋⁠　朔⁠　杏⁠　杖⁠　杜⁠　李⁠　杭⁠　杵⁠　杷⁠　枇⁠　柑⁠　柴⁠　柘⁠　柊⁠　柏⁠　柾⁠　柚⁠　桧（檜）栞⁠　桔⁠　桂⁠　栖⁠　桐⁠　栗⁠　梧⁠　梓⁠　梢⁠　梛⁠　梯⁠　桶⁠　梶⁠　椛⁠　梁⁠　棲⁠　椋⁠　椀⁠　楯⁠　楚⁠　楕⁠　椿⁠　楠⁠　楓⁠　椰⁠　楢⁠　楊⁠　榎⁠　樺⁠　榊⁠　榛⁠　槙（槇）槍⁠　槌⁠　樫⁠　槻⁠　樟⁠　樋⁠　橘⁠　樽⁠　橙⁠　檎⁠　檀⁠　櫂⁠　櫛⁠　櫓⁠　欣⁠　欽⁠　歎⁠　此⁠　殆⁠　毅⁠　毘⁠　毬⁠　汀⁠　汝⁠　汐⁠　汲⁠　沌⁠　沓⁠　沫⁠　洸⁠　洲⁠　洵⁠　洛⁠　浩⁠　浬⁠　淵⁠　淳⁠　渚（渚︀）淀⁠　淋⁠　渥⁠　渾⁠　湘⁠　湊⁠　湛⁠　溢⁠　滉⁠　溜⁠　漱⁠　漕⁠　漣⁠　澪⁠　濡⁠　瀕⁠　灘⁠　灸⁠　灼⁠　烏⁠　焰⁠　焚⁠　煌⁠　煤⁠　煉⁠　熙⁠　燕⁠　燎⁠　燦⁠　燭⁠　燿⁠　爾⁠　牒⁠　牟⁠　牡⁠　牽⁠　犀⁠　狼⁠　猪（猪︀）獅⁠　玖⁠　珂⁠　珈⁠　珊⁠　珀⁠　玲⁠　琢（琢︀）琉⁠　瑛⁠　琥⁠　琶⁠　琵⁠　琳⁠　瑚⁠　瑞⁠　瑶⁠　瑳⁠　瓜⁠　瓢⁠　甥⁠　甫⁠　畠⁠　畢⁠　疋⁠　疏⁠　皐⁠　皓⁠　眸⁠　瞥⁠　矩⁠　砦⁠　砥⁠　砧⁠　硯⁠　碓⁠　碗⁠　碩⁠　碧⁠　磐⁠　磯⁠　祇⁠　祢（禰）祐（祐︀）祷（禱）禄（祿）禎（禎︀）禽⁠　禾⁠　秦⁠　秤⁠　稀⁠　稔⁠　稟⁠　稜⁠　穣（穰）穹⁠　穿⁠　窄⁠　窪⁠　窺⁠　竣⁠　竪⁠　竺⁠　竿⁠　笈⁠　笹⁠　笙⁠　笠⁠　筈⁠　筑⁠　箕⁠　箔⁠　篇⁠　篠⁠　簞⁠　簾⁠　籾⁠　粥⁠　粟⁠　糊⁠　紘⁠　紗⁠　紐⁠　絃⁠　紬⁠　絆⁠　絢⁠　綺⁠　綜⁠　綴⁠　緋⁠　綾⁠　綸⁠　縞⁠　徽⁠　繫⁠　繡⁠　纂⁠　纏⁠　羚⁠　翔⁠　翠⁠　耀⁠　而⁠　耶⁠　耽⁠　聡⁠　肇⁠　肋⁠　肴⁠　胤⁠　胡⁠　脩⁠　腔⁠　脹⁠　膏⁠　臥⁠　舜⁠　舵⁠　芥⁠　芹⁠　芭⁠　芙⁠　芦⁠　苑⁠　茄⁠　苔⁠　苺⁠　茅⁠　茉⁠　茸⁠　茜⁠　莞⁠　荻⁠　莫⁠　莉⁠　菅⁠　菫⁠　菖⁠　萄⁠　菩⁠　萌（萠）萊⁠　菱⁠　葦⁠　葵⁠　萱⁠　葺⁠　萩⁠　董⁠　葡⁠　蓑⁠　蒔⁠　蒐⁠　蒼⁠　蒲⁠　蒙⁠　蓉⁠　蓮⁠　蔭⁠　蔣⁠　蔦⁠　蓬⁠　蔓⁠　蕎⁠　蕨⁠　蕉⁠　蕃⁠　蕪⁠　薙⁠　蕾⁠　蕗⁠　藁⁠　薩⁠　蘇⁠　蘭⁠　蝦⁠　蝶⁠　螺⁠　蟬⁠　蟹⁠　蠟⁠　衿⁠　袈⁠　袴⁠　裡⁠　裟⁠　裳⁠　襖⁠　訊⁠　訣⁠　註⁠　詢⁠　詫⁠　誼⁠　諏⁠　諄⁠　諒⁠　謂⁠　諺⁠　讃⁠　豹⁠　貰⁠　賑⁠　赳⁠　跨⁠　蹄⁠　蹟⁠　輔⁠　輯⁠　輿⁠　轟⁠　辰⁠　辻⁠　迂⁠　迄⁠　辿⁠　迪⁠　迦⁠　這⁠　逞⁠　逗⁠　逢⁠　遥（遙）遁⁠　遼⁠　邑⁠　祁⁠　郁⁠　鄭⁠　酉⁠　醇⁠　醐⁠　醍⁠　醬⁠　釉⁠　釘⁠　釧⁠　銑⁠　鋒⁠　鋸⁠　錘⁠　錐⁠　錆⁠　錫⁠　鍬⁠　鎧⁠　閃⁠　閏⁠　閤⁠　阿⁠　陀⁠　隈⁠　隼⁠　雀⁠　雁⁠　雛⁠　雫⁠　霞⁠　靖⁠　鞄⁠　鞍⁠　鞘⁠　鞠⁠　鞭⁠　頁⁠　頌⁠　頗⁠　顚⁠　颯⁠　饗⁠　馨⁠　馴⁠　馳⁠　駕⁠　駿⁠　驍⁠　魁⁠　魯⁠　鮎⁠　鯉⁠　鯛⁠　鰯⁠　鱒⁠　鱗⁠　鳩⁠　鳶⁠　鳳⁠　鴨⁠　鴻⁠　鵜⁠　鵬⁠　鷗⁠　鷲⁠　鷺⁠　鷹⁠　麒⁠　麟⁠　麿⁠　黎⁠　黛⁠　鼎

### 212 Traditionele varianten van jōyōkanji op de Jinmeiyōkanjilijst
De 212 traditionele kanji zoals deze voorkomen op de jinmeiyōkanjilijst. De vereenvoudigde kanji, zoals deze voorkomen op de jōyōkanjilijst, worden ter vergelijking weergegeven tussen haakjes.
亞（亜）惡（悪）爲（為）逸︁（逸）榮（栄）衞（衛）謁︀（謁）圓（円）緣（縁）薗（園）應（応）櫻（桜）奧（奥）橫（横）溫（温）價（価）禍︀（禍）悔︀（悔）海︀（海）壞（壊）懷（懐）樂（楽）渴（渇）卷（巻）陷（陥）寬（寛）漢︀（漢）氣（気）祈︀（祈）器︀（器）僞（偽）戲（戯）虛（虚）峽（峡）狹（狭）響︀（響）曉（暁）勤︀（勤）謹︀（謹）駈（駆）勳（勲）薰（薫）惠（恵）揭（掲）鷄（鶏）藝（芸）擊（撃）縣（県）儉（倹）劍（剣）險（険）圈（圏）檢（検）顯（顕）驗（験）嚴（厳）廣（広）恆（恒）黃（黄）國（国）黑（黒）穀︀（穀）碎（砕）雜（雑）祉︀（祉）視︀（視）兒（児）濕（湿）實（実）社︀（社）者︀（者）煮︀（煮）壽（寿）收（収）臭︀（臭）從（従）澁（渋）獸（獣）縱（縦）祝︀（祝）暑︀（暑）署︀（署）緖（緒）諸︀（諸）敍（叙）將（将）祥︀（祥）涉（渉）燒（焼）奬（奨）條（条）狀（状）乘（乗）淨（浄）剩（剰）疊（畳）孃（嬢）讓（譲）釀（醸）神︀（神）眞（真）寢（寝）愼（慎）盡（尽）粹（粋）醉（酔）穗（穂）瀨（瀬）齊（斉）靜（静）攝（摂）節︀（節）專（専）戰（戦）纖（繊）禪（禅）祖︀（祖）壯（壮）爭（争）莊（荘）搜（捜）巢（巣）曾（曽）裝（装）僧︀（僧）層︀（層）瘦（痩）騷（騒）增（増）憎︀（憎）藏（蔵）贈︀（贈）臟（臓）卽（即）帶（帯）滯（滞）瀧（滝）單（単）嘆︀（嘆）團（団）彈（弾）晝（昼）鑄（鋳）著︀（著）廳（庁）徵（徴）聽（聴）懲︀（懲）鎭（鎮）轉（転）傳（伝）都︀（都）嶋（島）燈（灯）盜（盗）稻（稲）德（徳）突︀（突）難︀（難）拜（拝）盃（杯）賣（売）梅︀（梅）髮（髪）拔（抜）繁︀（繁）晚（晩）卑︀（卑）祕（秘）碑︀（碑）賓︀（賓）敏︀（敏）冨（富）侮︀（侮）福︀（福）拂（払）佛（仏）勉︀（勉）步（歩）峯（峰）墨︀（墨）飜（翻）每（毎）萬（万）默（黙）埜（野）彌（弥）藥（薬）與（与）搖（揺）樣（様）謠（謡）來（来）賴（頼）覽（覧）欄︀（欄）龍（竜）虜︀（虜）凉（涼）綠（緑）淚（涙）壘（塁）類︀（類）禮（礼）曆（暦）歷（歴）練︁（練）鍊（錬）郞（郎）朗︀（朗）廊︀（廊）錄（録）